# Het idee van Dédé
Het idee van Dédé is het 75ste stripverhaal van De Kiekeboes. De reeks wordt getekend door striptekenaar Merho. Het album verscheen in februari 1998.

## Verhaal
Na hun avonturen in album nr. 74, komt de familie Kiekeboe tot de constatatie dat hun televisietoestel 24 uur voorloopt. Daardoor kunnen ze te weten komen wat er de volgende dag zal gebeuren: de aartsvijand van Kiekeboe, Dédé la Canaille, ontsnapt uit de Ribbedebie-gevangenis. Marcel Kiekeboe duikt onmiddellijk onder. Echter, een dag later zien ze dat de Sinische president Tfatizaf wordt doodgeschoten, en wel door Kiekeboe. Uiteindelijk blijkt dat Kiekeboe niets met het voorval te maken heeft, maar dat Dédé zich had vermomd als Kiekeboe en dat Dédé dus de dader van de moord is.